# 謝貺
謝貺（16世紀—17世紀），字崇勳，廣東廣州府東莞縣南畬人，明朝政治人物。

## 生平
謝貺是萬曆七年（1579年）己卯科廣東鄉試舉人，曾婉拒首輔趙志皋在試場中召見。萬曆二十年（1592年）會試中副榜，授道州學正；他學問淵博博，操行清慎，獎勵士子，不收賄賂，上級多次推薦，負責順天應天鄉試取錄多位名士。之後他陞任富川知縣，有廉明名聲，當地瑤族人被朝廷征討，在途中得他爭取才作罷，瑤族人因此漏夜投金在他留宿的旅店，他發現後責備對方並歸還金錢。
其後謝貺轉職建昌通判，徵稅有法而不擾民，代理廣昌縣事決獄精明，沒有冤獄，拘捕羅織八人為盜的武官，又揭發奸人曾儒陷害劉文漢殺其家奴，一時人稱活城隍；然而他性情亢直，不獲上級所喜，到萬曆三十二年（1604年）辭官回鄉，不再前往城市，和伯兄友愛，得到鄉人重視，死後門生鄭三俊為他寫下墓志。

## 引用
1. 1 2  民國《東莞縣志·卷五十九·人物略六》：謝貺，字崇勳 阮通志 ，南畬人，才品卓犖，登萬厯七年鄉薦，相國趙志皋見其闈中牘才，而貺不往見，二十年中乙榜，授道州學正 張志 。貺學問賅博、操履清慎，門牆之下褒賢勵，不肖毫無所私 《湖南通志》 ，當道徵文踵至，分校南北兩闈所得皆才士；陞富川知縣，以廉明著聲，富川民猺雜處驍跋，王明素與猺隙，請討於兩臺，師行之有日矣，貺力爭得罷，偶勘事入其鄉，猺人暮夜投金旅宿而去，責而還之。尋轉建昌通判，徵輸有法，民不擾而樂輸 張志 ，攝廣昌縣，決獄精明，刑無冤濫 彭志 ，有武健羅織八人為盜，摘發其奸得釋，猾者曾儒與劉文漢為隙，格殺其家奴投阱，事發往驗，執旁觀者數人分鞫，立得其情，一時嘖嘖稱活城隍云 張志 ；然情抗直，不能多得於上官，三十二年解組歸 張志 ，歸後足跡不至城府 阮通志 ，與伯兄友愛尤篤，為鄉評所重，及卒，門人鄭三俊為其志墓。 張志
2. ↑  光緒《道州志·卷四·職官》：謝貺，府志【云】東莞舉人，萬厤二十四年任道州學正，賅操博履，清慎門牆之下，褒賢勵不肖，毫無所私，人稱有明二百餘年師範。
3. ↑  光緒《富川縣志·卷九·宦績》：謝貺，廣東東筦舉人，知縣事德政八人，口碑載道，陞建昌府通判。